# قناع وجهي
قناع الوجه هو قناع كريمي سميك يوضع على الوجه لأغراض التنظيف أو تنعيم البشرة، تحتوي أقنعة الوجه عادةً على المعادن والفيتامينات ومستخلصات الفاكهة، مثل الصبار والخيار. قناع الورق هو قطعة من الورق أو السليلوز أو القماش تستخدم لتطبيق قناع الوجه.
تم اختراع أول قناع للوجه في ولاية أوهايو بالولايات المتحدة الأمريكية، خلال القرن التاسع عشر على يد السيدة رولي، وقد أطلق عليه اسم قناع المرحاض أو قفاز الوجه الأول، وتم الإعلان عنه على أنه قادر على تبييض وتنقية والحفاظ على لون البشرة. تمت براءة اختراعه في عام 1875، هناك أنواع مختلفة من الأقنعة لأغراض مختلفة، بعضها ينظف المسام بعمق، يمكن أن يكون التأثير الملحوظ لعلاج قناع الوجه منشطًا أو مجددًا أو منعشًا على الرغم من الاعتقاد السائد بأن الأقنعة تعمل على تضييق المسام وزيادة صفاء البشرة وتقليل تجاعيد البشرة، إلا أنه لم يثبت أن الأقنعة أكثر فعالية في تحقيق هذه الأشياء من المستحضر المرطب القياسي.
يتم غسل بعض الأقنعة بالماء الفاتر، ويتم تقشير البعض الآخر باليد، تعتمد مدة ارتداء القناع على نوع القناع، ولكن يمكن أن تتراوح من ثلاث دقائق إلى 30 دقيقة، وأحيانًا طوال الليل. يعتبر العسل قناعًا شائعًا جدًا لأنه يعمل على تنعيم البشرة وتنظيف المسام، ويتضمن أحد العلاجات المنزلية الشائعةشريحة من الخيار على العينين، ويستخدم البعض أيضًا عصير المخلل.
ينبغي اختيار أقنعة الوجه حسب نوع البشرة، حيث تناسب أقنعة الطين والطين البشرة الدهنية، بينما تعمل الأقنعة التي تحتوي على الكريم بشكل أفضل على أنواع البشرة الجافة، ينبغي استخدام الأقنعة فقط على البشرة المنظفة للحصول على أفضل النتائج، لا ينبغي وضع أقنعة شد البشرة على منطقة العين لأنها قد تسبب الحكة.